# Sanschar Taschkenbai
Sanschar Täkenuly Taschkenbai (kasachisch Санжар Тәкенұлы Ташкенбай Sanjar Täkenūly Taşkenbai; * 1. Juni 2003 in Astana) ist ein kasachischer Boxer im Halbfliegengewicht. Er war unter anderem Weltmeister 2023 im Minimumgewicht.

## Karriere
Taschkenbai wurde 2021 Usbekischer Meister, gewann im selben Jahr auch die Jugend-Asienmeisterschaft in Dubai und 2022 die Asienmeisterschaft in Amman.
Nach dem Gewinn der U22-Asienmeisterschaft 2023 in Bangkok, startete er auch bei der Weltmeisterschaft 2023 in Taschkent, wo er im Finale Sachil Alachwerdowi bezwang. 2024 gewann er Silber bei der Asienmeisterschaft in Chiang Mai.